# Montfort-sur-Boulzane
Montfort-sur-Boulzane är en kommun i departementet Aude i regionen Occitanien  i södra Frankrike. Kommunen ligger  i kantonen Axat som ligger i arrondissementet Limoux. År 2022 hade Montfort-sur-Boulzane 88 invånare.

## Befolkningsutveckling
Antalet invånare i kommunen Montfort-sur-Boulzane
Referens: INSEE